# Grand Prix Formule 1 van Duitsland 1976
De Grand Prix Formule 1 van Duitsland 1976 werd gehouden op 1 augustus 1976 op de Nürburgring.
Dit was de laatste F1 Grand Prix op dit deel van het circuit (huidige Nordschleife). Tegen 1984 was de nieuwe Nürburgring (GP-Strecke) af. In de tussentijd nam de Duitse Grand Prix plaats op de Hockenheimring.

## Verslag

### Kwalificatie
James Hunt pakte de pole-position, voor Niki Lauda, Patrick Depailler en Hans Stuck. Clay Regazzoni vertrok vanaf de vijfde plaats met achter zich Jacques Laffite, Carlos Pace, Jody Scheckter, Jochen Mass en Carlos Reutemann.

### Race
Net voor de race begon het te regenen, waardoor de meeste rijders, behalve Jochen Mass, op natweer-banden vertrokken. Bij de start nam Regazzoni de leiding, voor Hunt, Mass en Laffite. Regazzoni spinde in de eerste ronde, waardoor hij terugviel naar de vierde plaats. Bij het eind van de eerste ronde veranderde het weer opnieuw en werd het droog, waardoor alle rijders opnieuw binnenkwamen in de pits. Mass werd hierdoor tweede achter Ronnie Peterson, die besloot nog een ronde op natweer-banden te rijden. Aan het eind van de tweede ronde reed Mass voor Gunnar Nilsson, die besloot niet te stoppen, en Hunt.
Lauda was wel in de pits gegaan en probeerde de verloren tijd goed te maken. In de Bergwerk-bocht verloor Lauda de controle over zijn wagen en spinde door de vangrails. De wagen, die intussen in brand stond, botste terug op de baan. Guy Edwards kon de Ferrari net vermijden, terwijl Harald Ertl en Brett Lunger beiden tegen de wagen botsten. Alle drie de rijders stopten en probeerden Lauda uit de wagen te halen. Ook Arturo Merzario stopte nadat hij het wrak zag. Lauda had zware brandwonden opgelopen en vocht een aantal dagen voor zijn leven in het hospitaal.
De race werd stopgezet na het ongeval en opnieuw gestart met twintig wagens. Ertl en Lunger konden niet meer starten, Chris Amon wilde niet meer starten. Hunt nam de leiding voor Regazzoni, Scheckter, Depailler en Pace. Peterson crashte zwaar, terwijl ook Regazzoni nog eens spinde, waardoor Depailler van de baan ging. Pace ging voorbij Scheckter en eindigde de eerste ronde als tweede. In de tweede ronde ging Scheckter opnieuw voorbij de Braziliaan en ook Regazzoni ging hem voorbij. Vittorio Brambilla crashte door een remprobleem. Mass maakte hier gebruik van en ging voorbij Nilsson in de vijfde en Pace in de tiende ronde. In de twaalfde ronde spinde Regazzoni opnieuw en Mass en Pace pakten respectievelijk de derde en vierde plaats. Nilsson werd vijfde en Stommelen zesde.
Chris Amon beëindigde zijn carrière onmiddellijk na de race.

## Uitslag
| Positie | Nummer | Rijder                   | Team               | Ronden | Tijd/Opgave     | Startplaats | Punten |
| ------- | ------ | ------------------------ | ------------------ | ------ | --------------- | ----------- | ------ |
| 1       | 11     | James Hunt               | McLaren-Ford       | 14     | 1:41:42.7       | 1           | 9      |
| 2       | 3      | Jody Scheckter           | Tyrrell-Ford       | 14     | + 27.7          | 8           | 6      |
| 3       | 12     | Jochen Mass              | McLaren-Ford       | 14     | + 52.4          | 9           | 4      |
| 4       | 8      | Carlos Pace              | Brabham-Alfa Romeo | 14     | + 54.2          | 7           | 3      |
| 5       | 6      | Gunnar Nilsson           | Lotus-Ford         | 14     | + 1:57.3        | 16          | 2      |
| 6       | 77     | Rolf Stommelen           | Brabham-Alfa Romeo | 14     | + 2:30.3        | 15          | 1      |
| 7       | 28     | John Watson              | Penske-Ford        | 14     | + 2:33.9        | 19          |        |
| 8       | 16     | Tom Pryce                | Shadow-Ford        | 14     | + 2:48.2        | 18          |        |
| 9       | 2      | Clay Regazzoni           | Ferrari            | 14     | + 3:46.0        | 5           |        |
| 10      | 19     | Alan Jones               | Surtees-Ford       | 14     | + 3:47.3        | 14          |        |
| 11      | 17     | Jean-Pierre Jarier       | Shadow-Ford        | 14     | + 4:51.7        | 23          |        |
| 12      | 5      | Mario Andretti           | Lotus-Ford         | 14     | + 4:58.1        | 12          |        |
| 13      | 30     | Emerson Fittipaldi       | Fittipaldi-Ford    | 14     | + 5:25.2        | 20          |        |
| 14      | 40     | Alessandro Pesenti-Rossi | Tyrrell-Ford       | 13     | + 1 Ronde       | 26          |        |
| 15      | 25     | Guy Edwards              | Hesketh-Ford       | 13     | + 1 Ronde       | 25          |        |
| DNF     | 20     | Arturo Merzario          | Wolf-Ford          | 3      | Remmen          | 21          |        |
| DNF     | 9      | Vittorio Brambilla       | March-Ford         | 1      | Ongeluk         | 13          |        |
| DNF     | 4      | Patrick Depailler        | Tyrrell-Ford       | 0      | Ongeluk         | 3           |        |
| DNF     | 7      | Carlos Reutemann         | Brabham-Alfa Romeo | 0      | Benzinesysteem  | 10          |        |
| DNF     | 10     | Ronnie Peterson          | March-Ford         | 0      | Ongeluk         | 11          |        |
| DNF     | 34     | Hans Joachim Stuck       | March-Ford         | 0      | Koppeling       | 4           |        |
| DNF     | 26     | Jacques Laffite          | Ligier-Matra       | 0      | Versnellingsbak | 6           |        |
| DNF     | 22     | Chris Amon               | Ensign-Ford        |        | Teruggetrokken  | 17          |        |
| DNF     | 1      | Niki Lauda               | Ferrari            |        | Ongeluk         | 2           |        |
| DNF     | 18     | Brett Lunger             | Surtees-Ford       |        | Ongeluk         | 24          |        |
| DNF     | 24     | Harald Ertl              | Hesketh-Ford       |        | Ongeluk         | 22          |        |
| DNQ     | 33     | Lella Lombardi           | Brabham-Ford       |        |                 |             |        |
| DNQ     | 38     | Henri Pescarolo          | Surtees-Ford       |        |                 |             |        |

## Statistieken
| Pole-position | James Hunt     | McLaren-Ford | 7:06.5 |
| Snelste ronde | Jody Scheckter | Tyrrell-Ford | 7:10.8 |

## Noot
- Dit was het debuut van de Italiaanse coureur Alessandro Pesenti-Rossi.
- Vijfde pole position voor James Hunt.

1931 · 1932 · 1934 · 1935 · 1936 · 1937 · 1938 · 1939 · 1951 · 1952 · 1953 · 1954 · 1956 · 1957 · 1958 · 1959 · 1961 · 1962 · 1963 · 1964 · 1965 · 1966 · 1967 · 1968 · 1969 · 1970 · 1971 · 1972 · 1973 · 1974 · 1975 · 1976 · 1977 · 1978 · 1979 · 1980 · 1981 · 1982 · 1983 · 1984 · 1985 · 1986 · 1987 · 1988 · 1989 · 1990 · 1991 · 1992 · 1993 · 1994 · 1995 · 1996 · 1997 · 1998 · 1999 · 2000 · 2001 · 2002 · 2003 · 2004 · 2005 · 2006 · 2008 · 2009 · 2010 · 2011 · 2012 · 2013 · 2014 · 2016 · 2018 · 2019